# مارتن كوكس
مارتن كوكس (بالإنجليزية: Martin Cox)‏ هو لاعب كرة القدم الكندية أمريكي، ولد في 12 أغسطس 1956 في مولينز في الولايات المتحدة.